# Малалла
Малалла́ — посёлок в Кайбицком районе Татарстана в 25 км от Больших Кайбиц. Входит в состав Маломеминского сельского поселения.

## География
В 2,5 км к востоку от посёлка протекает река Свияга.

## История
Основано в 1920-х годах. Поселенцами стали чуваши переселившиеся из села Кӳлпуç.

## Демография
- 1989 год — 61
- 1997 год — 62
- 2010 год — 50

Национальный состав — чуваши (100%).